# Pontostratiotes vasconiensis
Pontostratiotes vasconiensis is een eenoogkreeftjessoort uit de familie van de Aegisthidae. De wetenschappelijke naam van de soort is voor het eerst geldig gepubliceerd in 1978 door Dinet.